# Burmesische Badmintonmeisterschaft 1964
Die Burmesische Badmintonmeisterschaft 1964 fand in Rangun statt. Es war die 16. Auflage der nationalen Titelkämpfe von Myanmar (Burma) im Badminton.

## Titelträger
| Disziplin    | Sieger                        |
| ------------ | ----------------------------- |
| Herreneinzel | Aung Tun                      |
| Dameneinzel  | Myint Myint Khin              |
| Herrendoppel | Kyaw Htun Maung Hla           |
| Damendoppel  | Myint Myint Khin Ma Mya Thein |
| Mixed        | Myint Kyi Khin Than Nwe       |